# Wadi Daoura
Das Wadi Daoura ist ein meist ausgetrockneter Flusslauf im Südosten Marokkos und im Westen Algeriens.

## Verlauf
Das Wadi Daoura entsteht durch die Vereinigung der drei marokkanischen Flüsse Oued Ziz, Oued Rheris und Oued Maider in der Region Meknès-Tafilalet kurz vor der Grenze zu Algerien. Allerdings erreichen alle drei für gewöhnlich nicht den Zusammenfluss, sondern versickern bereits zuvor. Bei Wasserführung versickert der Oued Daoura in der Provinz Béni Abbès. Das Wadi selber reicht bis nahe an die Grenze zur algerischen Provinz Tindūf.